# 馬鞍山特別地區
馬鞍山特別地區（劃定於1980年2月26日）是一個位於香港新界沙田區馬鞍山的馬鞍山郊野公園內的特別地區，佔地55公頃。